# Битка за Манаду
Битка за Манаду (енгл. Battle of Manada), вођена од 31. јануара до 3. фебруара 1942, била је јапанска победа у Источној Индији током рата на Пацифику.

## Позадина
Док су савезници концентрисали главнину снага у Индонезији за одбрану Јаве, јапанска 16. армија, којој је поверено заузимање Холандске Источне Индије уз подршку дела 2. флоте, поделила се у три поморско-десантна одреда: Централна група заузела је Борнео и острво Таракан (17. децембра 1941-16. фебруара 1942), Западна група освојила је Суматру (14. фебруара-28. марта 1942), а Источна група напала је острва Целебес, Амбон, Тимор и Бали.

## Битка
Источна група јапанске 16. армије састојала се од 38. пешадијске дивизије и 1 моторизованог батаљона. Поморско десантни одред од 6 транспортних бродова у пратњи 1 лаке крстарице, 12 разарача, 1 лаког носача авиона, 3 тешке крстарице и 1 носача хидроавиона испловио је 9. јануара 1942. према Целебесу. Јапанци су се 11. јануара 1942. искрцали на северној обали Целебеса код Манаде  и, истовремено, извршили ваздушни десант са 320 падобранаца на оближњи аеродром. После кратке борбе  и уз незнатни опор, заузето је место и аеродром.

## Пад Целебеса
Источна група је затим поморским десантом заузела 24. јануара 1942. Кендари, значајну ваздухопловну базу с које су јапански авиони непосредно угрозили источни део Јаве и обезбедили контролу најкраће пловне руте између Јаве и Аустралије. Ради потпуне контроле Макасарског пролаза, Јапанци су 9. фебруара 1942. извршили поморски десант код Макасара и овладали главним градом Целебеса, уз губитак једног разарача, потопљеног од америчке подморнице. Савезничка флота под командом холандског адмирала Карела Дормана (4 лаке крстарице и 8 разарача), који је 4. фебруара испловио са острва Мадуре у намери да спречи противничко искрцавање, напали су јапански авиони из Кендарија и тешко оштетили 2 крстарице, после чега су се савезнички бродови повукли ка острву Јави.

## Последице
У наставку операција, јапанска Источна група заузела је острва Амбон, Тимор и Бали, чиме су завршене јапанске припреме за напад на острво Јаву.